# العلاقات الألبانية الدومينيكية
العلاقات الألبانية الدومينيكية هي العلاقات الثنائية التي تجمع بين ألبانيا ودومينيكا.

## مقارنة بين البلدين
هذه مقارنة عامة ومرجعية للدولتين:
| وجه المقارنة                                              | ألبانيا                                                    | دومينيكا              |
| --------------------------------------------------------- | ---------------------------------------------------------- | --------------------- |
| المساحة (كم2)                                             | 28.75 ألف                                                  | 751                   |
| عدد السكان (نسمة)                                         | 3.02 مليون                                                 | 73.92 ألف             |
| الكثافة السكانية (ن./كم²)                                 | 105.04                                                     | 9.84 ألف              |
| العاصمة                                                   | تيرانا                                                     | روسو                  |
| اللغة الرسمية                                             | اللغة الألبانية                                            | لغة إنجليزية          |
| العملة                                                    | ليك ألباني                                                 | دولار شرق الكاريبي    |
| الناتج المحلي الإجمالي (بليون دولار)                      | 13.04 مليار                                                | 562.54 مليون          |
| الناتج المحلي الإجمالي (تعادل القوة الشرائية) بليون دولار | 33.17 مليار                                                | 789.63 مليون          |
| الناتج المحلي الإجمالي الاسمي للفرد دولار أمريكي          | 3.94 ألف                                                   | 7.12 ألف              |
| الناتج المحلي الإجمالي للفرد دولار أمريكي                 | 11.11 ألف                                                  | 10.88 ألف             |
| مؤشر التنمية البشرية                                      | 0.764                                                      | 0.724                 |
| رمز المكالمات الدولي                                      | +355                                                       | +1767                 |
| رمز الإنترنت                                              | .al                                                        | .dm                   |
| المنطقة الزمنية                                           | توقيت وسط أوروبا، ت ع م+01:00، ت ع م+02:00، أوروبا/تيرانا ‏ | 00، توقيت أطلنطي موحد |

## منظمات دولية مشتركة
يشترك البلدان في عضوية مجموعة من المنظمات الدولية، منها:
| علم المنظمة | اسم المنظمة                        | تاريخ انضمام ألبانيا | تاريخ انضمام دومينيكا |
| ----------- | ---------------------------------- | -------------------- | --------------------- |
|             | الاتحاد البريدي العالمي            | ?                    | ?                     |
|             | مؤسسة التنمية الدولية              | 15 أكتوبر 1991       | 29 سبتمبر 1980        |
|             | منظمة حظر الأسلحة الكيميائية       | ?                    | ?                     |
|             | منظمة التجارة العالمية             | ?                    | ?                     |
|             | الأمم المتحدة                      | 14 ديسمبر 1955       | 18 ديسمبر 1978        |
|             | وكالة ضمان الاستثمار متعدد الأطراف | 15 أكتوبر 1991       | 7 أكتوبر 1991         |
|             | منظمة الشرطة الجنائية الدولية      | ?                    | ?                     |
|             | مؤسسة التمويل الدولية              | 15 أكتوبر 1991       | 29 سبتمبر 1980        |
|             | الاتحاد الدولي للاتصالات           | 2 يونيو 1922         | 28 أكتوبر 1996        |
|             | البنك الدولي للإنشاء والتعمير      | 15 أكتوبر 1991       | 29 سبتمبر 1980        |
|             | يونسكو                             | 16 أكتوبر 1958       | 9 يناير 1979          |

## وصلات خارجية
- موقع وزارة الخارجية الألبانية